# Fließender Verkehr
Als fließender Verkehr, mitunter auch Fließverkehr genannt, werden grundsätzlich alle sich in Bewegung befindlichen Fahrzeuge im öffentlichen Straßenverkehr bezeichnet, unabhängig davon ob sie gegenwärtig fahren oder verkehrsbedingt vorübergehend stehen bleiben (warten). Das Gegenteil ist der ruhende Verkehr.

## Rechtliches in Deutschland
Eine Legaldefinition existiert nicht, d. h. der Begriff ist in keiner Rechtsnorm erklärt.
Die Regelung des fließenden Verkehrs obliegt als hoheitliche Aufgabe den Straßenverkehrsbehörden (z. B. Aufstellen von Verkehrsschildern) und der Verkehrspolizei (§ 36 Abs. 1 StVO: „Die Zeichen und Weisungen der Polizeibeamten sind zu befolgen. Sie gehen allen anderen Anordnungen und sonstigen Regeln vor, entbinden den Verkehrsteilnehmer jedoch nicht von seiner Sorgfaltspflicht.“).
Auf Parkplätzen, in Parkhäusern und auch auf Tankstellengeländen findet nach herrschender Meinung kein fließender Verkehr statt. Daraus ergibt sich, dass hier z. B. beim Rückwärtsfahren nicht die erhöhte Sorgfaltspflicht nach § 9 Abs. 5 StVO zum Tragen kommt, sondern nur die allgemeine Sorgfaltspflicht nach § 1 Abs. 2 StVO.